# Lubomir Kavalek
Lubomir „Lubosh“ Kavalek, geboren als Lubomír Kaválek (* 9. August 1943 in Prag; † 18. Januar 2021 in Reston, Virginia) war ein tschechoslowakisch-amerikanischer Schachgroßmeister.

## Leben

### Einzelerfolge
Lubomir Kavalek wurde 1965 von der FIDE zunächst der Titel Internationaler Meister, ein Jahr später dann der Titel Großmeister verliehen. Er gewann 1962 und 1968 die Meisterschaft der Tschechoslowakei, das Land verließ er im August 1968, nach der Niederschlagung des Prager Frühlings. Er setzte sich nach einem Turnier in Polanica-Zdrój (Polen), bei dem er Zweiter wurde, in die Bundesrepublik Deutschland ab. Dies verzieh dem „Volksschädling“ die kommunistische Diktatur seines Heimatlandes nie. Sein Name durfte daheim nicht mehr genannt werden. Als in einem Buch versehentlich „Lubomir Kavalek“ erwähnt wurde, ließ der Zensor aus allen 18.000 Exemplaren die betreffende Seite herausschneiden und stattdessen eine „saubere“ (kavalekfreie) Seite einkleben.
1970 zog er mit seiner Frau Irina nach Washington, D.C. und wurde später auch US-Bürger. Kavalek versuchte nach seiner Emigration in die USA zunächst ein Auskommen als Angestellter bei Radio Free Europe in Washington zu finden, doch wurde er kurze Zeit darauf Profischachspieler.
1973 gewann Kavalek (geteilt mit John Grefe) erstmals die US-Meisterschaft, 1978 erneut. 1981 wurde er Erster vor Vlastimil Hort bei der Internationalen Deutschen Meisterschaft in Bochum.

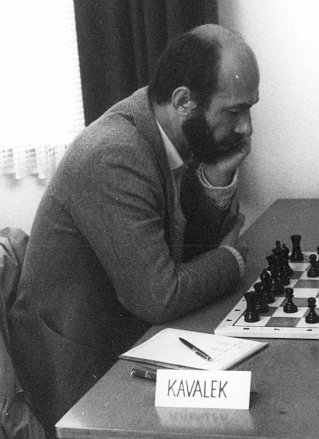
Lubomir Kavalek, 1980

1967 (in Sousse), 1976 (in Manila) und 1987 (in Subotica) nahm er an Interzonenturnieren teil, qualifizierte sich allerdings nicht für das Kandidatenturnier. Kavalek gewann im Laufe seiner Karriere eine Vielzahl internationaler Turniere: 1965 und 1967 (1.–3.) in Warna, 1968 in Amsterdam und Caracas (1.–3.), 1971 in Netanja, 1973 in Montilla-Morales und Banang (Philippinen), 1974 in Solingen (geteilt mit Lew Polugajewski), 1981 in Bochum. 1969 besiegte er in Eersel den Niederländer Hans Ree mit 6,5:2,5 (+4 =5 −0), 1978 in Washington den Schweden Ulf Andersson mit 6,5:3,5 (+3 =7 −0), 1977 unterlag er Ex-Weltmeister Boris Spasski in Solingen mit 2:4 (+1 =2 −3).

### Mannschaftsschach
Seit seinem Aufenthalt in der BRD war er bis 1990 Mitglied des Bundesligaklubs Solinger SG 1868, mit dem er 1974, 1975, 1980, 1981, 1987 und 1988 die deutsche Mannschaftsmeisterschaft gewann.
Er nahm insgesamt an neun Schacholympiaden teil: zweimal für die Tschechoslowakei (Schacholympiade 1964 in Tel Aviv, Schacholympiade 1966 in Havanna) und zwischen 1972 und 1986 sieben Mal für die USA. Er gewann dabei mit der Mannschaft der Vereinigten Staaten die Schacholympiade 1976 und belegte fünfmal den dritten Platz.

### Trainertätigkeit und Leben nach der Schachkarriere
Kavalek galt als brillanter Taktiker und war auch als Trainer sehr erfolgreich. Er arbeitete unter anderem mit Yasser Seirawan und Robert Hübner zusammen. Anfang der 1990er Jahre war er Sekundant von Nigel Short, dem er bei seinen Kandidatenkämpfen assistierte und ihm zur Qualifikation zum WM-Wettkampf gegen Garri Kasparow verhalf. Kavalek und Short beendeten 1993 ihre Zusammenarbeit. Später arbeitete er hauptberuflich als Journalist. Seine Schachspalte in der Washington Post wurde im Januar 2010 nach 23 Jahren und 760 Ausgaben aus Kostengründen eingestellt. Danach schrieb er für The Huffington Post.

### Elo-Entwicklung
Kavaleks beste Elo-Zahl war 2625 im Mai 1974, er lag damit auf dem zehnten Platz der Weltrangliste. Seine letzte Elo-gewertete Partie spielte er 1999, danach zog er sich weitgehend vom Wettkampfschach zurück.
| Hier fehlt eine Grafik, die leider im Moment aus technischen Gründen nicht angezeigt werden kann. Wir arbeiten daran! |

## Partiebeispiel
|   | a | b | c | d | e | f | g | h |   |
| 8 |   |   |   |   |   |   |   |   | 8 |
| 7 |   |   |   |   |   |   |   |   | 7 |
| 6 |   |   |   |   |   |   |   |   | 6 |
| 5 |   |   |   |   |   |   |   |   | 5 |
| 4 |   |   |   |   |   |   |   |   | 4 |
| 3 |   |   |   |   |   |   |   |   | 3 |
| 2 |   |   |   |   |   |   |   |   | 2 |
| 1 |   |   |   |   |   |   |   |   | 1 |
|   | a | b | c | d | e | f | g | h |   |

Eine bemerkenswerte Partie gewann Kavalek bei der Studentenolympiade 1962 in Marienbad mit den schwarzen Steinen gegen den sowjetischen Spieler Eduard Gufeld. Er brachte neben einem Figurenopfer gleich zwei Qualitätsopfer (im 23. und 27. Zug), wonach sich die weißen Türme als hilflos gegen die verbundenen schwarzen Freibauern erwiesen.
Eduard Gufeld – Lubomir Kavalek 0:1
Mariánské Lázně, 20. Juli 1962
Spanische Partie, C64
1. e2–e4 e7–e5 2. Sg1–f3 Sb8–c6 3. Lf1–b5 Lf8–c5 4. c2–c3 f7–f5 5. d2–d4 f5xe4 6. Sf3–g5 Lc5–b6 7. d4–d5 e4–e3 8. Sg5–e4 Dd8–h4 9. Dd1–f3 Sg8–f6 10. Se4xf6+ g7xf6 11. d5xc6 e3xf2+ 12. Ke1–d1 d7xc6 13. Lb5–e2 Lc8–e6 14. Df3–h5+ Dh4xh5 15. Le2xh5+ Ke8–e7 16. b2–b3 Le6–d5 17. Lc1–a3+ Ke7–e6 18. Lh5–g4+ f6–f5 19. Lg4–h3 Th8–g8 20. Sb1–d2 Ld5xg2 21. Lh3xg2 Tg8xg2 22. Th1–f1 Ta8–d8 23. Kd1–e2 Td8xd2+ 24. Ke2xd2 e5–e4 25. La3–f8 f5–f4 26. b3–b4 Tg2–g5 27. Lf8–c5 Diagramm Tg5xc5 28. b4xc5 Lb6xc5 29. Ta1–b1 f4–f3 30. Tb1–b4 Ke6–f5 31. Tb4–d4 Lc5xd4 32. c3xd4 Kf5–f4 0:1